# Zoon politikon
Zoon politikon (altgriechisch ζῷον πολιτικόν ‚Lebewesen in der Polisgemeinschaft‘) ist ein philosophisch-naturwissenschaftlicher Fachbegriff, der auf den griechischen Philosophen Aristoteles zurückgeht, als Fremdwort aber auch von der deutschen Sprache übernommen wurde. Grundsätzlich handelt der Begriff von einer Bestimmung des „Menschen als soziales und politisches Lebewesen“, wie sie Aristoteles in seinen Werken Politik und Die Seele vorgestellt hat. Platons Philosophie geht ihnen voran, indem er die in ihrer naturgesetzlichen Urverfasstheit gerechte Seele teils eher poetisch-intuitiv erörtert, wie im Phaidros-Mythos, teils eher sachlich-rational, wie im Idealen Staat.
In diesem Dialog dient der Staat als Metapher der Seele, die sich innerlich in drei Instanzen untergliedert. Grundlegend ist die Schicht der Bauern, die für die Ernährung zuständig sind (Aspekt der energetischen Versorgung), gefolgt vom Stand der Wächter, die die Verteidigung gegen die feindliche Außenwelt übernehmen (physischer Aspekt) und schließlich die Klasse der Philosophen, die anhand ihres Denkens und der Erfahrung des Alters die geistige Instanz des Staates verkörpern. Diese sozial-politische Superstruktur ist identisch mit Platons Modell der Seele. Anders als religiöse Konzepte ist sie vor allem auf das Glück im Diesseits ausgerichtet, so stellt es für den Autor ein besonderes Anliegen dar, sie auf ihre Eignung hin zu prüfen, sich in kämpferischen Situationen zu bewähren. 
Zwischen den umfangreichen, die Beziehung der Götter und Menschen als eine der Herrscher zu den Beherrschten darlegenden Ausführungen Platons und denen seines Nachfolgers existiert ein bemerkenswerter Unterschied: Aristoteles ist der erste Philosoph im Abendland, der das politische Vermögen und weitere Besonderheiten des Menschen in fachspezialiserter Abgrenzung zu den anderen Arten der Tiere (zoon) herauszuarbeiten beginnt. Mit diesem Anfang einer echt wissenschaftlichen Klassifikation zur Begründung seiner Definition des Menschen als politisches Lebewesen überliefert das Werk Aristoteles’ eine Reihe von Argumenten, die man heute weiter nach den Gebieten der Psychologie, Eusozialität, Human- und Primaten-Ethologie differenziert und zu klären versucht.

## Ansätze des Zoon politikon bei Platon
Der Mythos bezüglich des Bündnis zwischen Zeus’ Partei und den beiden o. e. Titanen, galt den Griechen als historisches Dokument über die Früh- oder Vorgeschichte der Polis Athen (benannt nach der Frauengemeinschaft um Athena). In der Politeia u. U. noch weiter zurück, bis hin zum Beginn des Krieges ganz Ioniens mit dem sagenhaften Bündnis Atlantis (dem Pro- und Epimetheus ursprünglich angehörten) beschreibt Platon in seinen Werken Politikos und Phaidros den Menschen als ein von Natur aus doppelt angelegtes Wesen. Durch seine physische Beschaffenheit ist er im Weltlichen verankert (das schwer zu lenkende der Pferde am zwiespännigen Seelenwagen), während seiner metaphysisch-göttlich beheimateten Vernunft über das Daimonion die Möglichkeit gegeben ist, ein Modell des idealen Verhaltens und Zusammenlebens zu entwickeln. Anhand dieses Ideals – des Staates als Abbild der wohlgegliederten Seele – kann sich der Mensch vervollkommnen und über seine Grundgemeinschaften hinaus politische Superstrukturen bilden. In der Aufgabe der Staatenlenkung, zu der Platon beide Geschlechter gleich befähigt sieht, vollendet sich daher der Mensch als dem Vorbild der Götter nacheiferndes Wesen. Wie der weise Weltschöpfer Sorge trägt für die Ordnung des Kosmos, so sorgen die Staatenlenker für das Wohl der Menschen, indem sie ihre sich andernfalls bekriegenden Einzelnen zu Staaten einen.
Die höchste Aufgabe der Staatslenkung besteht im Philosophieren (Ringen um Wahrheitserkenntnis) und in der Formulierung der während dessen entdeckten Gesetze, durch deren verhaltensmäßige Umsetzung der Staat entsteht und seine Kontinuität gewährleistet ist. Unter pädagogischer Anleitung (Erziehung im Sinne der Gesetze) entfaltet der Mensch von Kindheit an seine Anlagen (unter der Erde, noch vor der Geburt nach vier Klassen der Tüchtigkeit prädestiniert) und wird ihm sein jeweils angemessener Platz in der politischen Gemeinschaft bewusst; dies fördert die gesunde Entwicklung vom Kind hin zum Bürger und bindet sie als Staat aneinander.
Verkörpert wird die Staatsführung von ab dem 60. Lebensjahr wählbaren Bestbewährten aus der Klasse der Goldenen Wächter, so gilt sie als Herrschaft der Philosophen. Sie erörtern und artikulieren das Schöne, das Gute und das Wahre gemäß eines Ideals der Gerechtigkeit, welches für Platon kein im Himmel der Ideen-Lehre gelegenes Abstraktum bleibt, sondern die gesunde Seele im Zusammenhang des Empfindens, Denkens und der zwischenmenschlichen Beziehungen darstellt. Erst anhand dieses Modells (im Kontrast zu ihm) lassen sich potentielle Abweichungen definieren und ggf. feststellen (gestuft bis hinab zum Extrem der tyrannischen Seele), wodurch den Menschen die Möglichkeit gegeben wird, erkannte Schwächen an Leib und Seele therapeutisch zu behandeln und/oder prophylaktische Maßnahmen zu ergreifen.
Der Staat als organisch gliederte Seele ist optimal strukturiert, wenn seine philosophisch herrschende Vernunft dafür zu sorgen vermag, dass all seine Teile (Bürger; Organe) die ihrer jeweiligen Beschaffenheit entsprechenden Tätigkeiten ausüben und Übergriffe in fremde Zuständigkeitsgebiete unterbleiben. Kommt es hierbei zum Versagen, hat dies notwendig Missstände zur Folge, was sich im Außen als Schwächung v. a. der militärischen Fähigkeiten bemerkbar macht, intern wiederum hinführen kann zu bürgerkriegsähnliche Situationen wie der Erhebung Prometheus’.
In seinem Werk Das Gastmahl ergänzt Platon den fatalen Ausgang dieser Erzählung durch einen Mythos eventuell eigener Urheberschaft: den Aufstand der Kugelmenschen wider den 'Himmel' der Götter um Zeus und den Beschluss dieser Partei, die Aufständischen auf dem Wege einer gekonnt durchgeführten Zerschneidung wehrlos zu machen. Bezeichnend ist, dass Platon den Bericht dieser strategisch chirurgischen Maßnahme ('Zerteile und Herrsche') zwar dem Komödiendichter Aristophanes in den Mund legt, den Dialog jedoch ausklingen lässt mit einer zur Diskussion gestellten These Sokrates: Dass ein wahrhaft großer Mann fähig sein müsse, dasselbe Ereignis sowohl als Komödie wie als Tragödie erscheinen zu lassen.
Groß heißt für Platon ein Mensch, der sich im Sport (Olympdiaden) und im Krieg, in der Politik und beim Philosophieren gleichermaßen bewährt, im Bedarfsfall selbst Lügen konzipieren soll und kann. Denn wer effektiv lügen will (wie Odysseus Trugbilder konstruieren zwecks Täuschung der Feinde und sonst zum Wohle der die ganze Tragweite der Realität ggf. zu ihrem Schaden missverstehenden Freunde), muss unbedingt die Wahrheit kennen. In der Politeia erörtern die Teilnehmer dieses Dialoges eine legitime Täuschung der jungen Bürger hinsichtlich der Methode, anhand derer die Reproduktion im Staate kulturell (friedlich) gelenkt werden soll: Dem offiziellen Wortlaut nach handelt es sich um ein Losverfahren (eine Zufallsverteilung); in Wirklichkeit aber begünstigt der Rat der greisen Philosophenherrscher heimlich die sich als Goldene bewährenden unter den jungen Wächtern (vgl. Darwins Entdeckung des Gesetzes der Natürlichen Zuchtwahl). In diesem Zusammenhang legt Platon besonderen Wert darauf zu betonen, dass das Kriterium der Auswahl eben nicht vom patri- oder matrilinearen Erbrecht bedingt ist, sondern aus immer wieder zu bestehenden Prüfungen besteht. Sie sind kämpferisch angelegt und sollen möglichst alle menschlichen Talente beanspruchen, ihre Entfaltung zugleich fördernd, auch wenn die 4 erreichbaren Grade der Güte (vom Goldenen bis zum Eisernen) bereits im Augenblick der Zeugung (im Inneren des erdenen Mutterleibes neu zusammen "gemischt") festgelegt wurden. Nur der Mensch, dessen Seele makellos gerecht ist, lebt ein erfülltes Leben. Und wenn er einmal von der Gerechtigkeit abweicht, dann sieht er es aufgrund seines kritischen Intellekts selber ein, sein Vergehen durch die Wiederausgkeichung seines Irrtums gerne sühnend und sich gerne zum Sterben legend, sollte sein Organismus im Alter oder aufgrund einer zu schwereren Verletzung unvermögend geworden sein, sich zu erholen.
In der Zwiefalt des menschlichen Daseins liegt nun die Ursache für den Menschen als politisches Wesen: Der physisch-triebhafte Anteil seiner Seele drängt ihn zur Ernährung, zur Zeugung und Sorge um die Nachkommenschaft (Kampf um das Dasein), während die göttlich-metaphysische Herkunft seiner Vernunft ihn befähigt, dem in bester Weise nachkommen zu können, selbst unter schwersten Bedingungen (Überbevölkerung; Kriege; Naturkatastrophen). Der Vereinzelte Staatenlose (die von Zeus einst chirurgisch zerschnittenen Kugelmenschen) kann sich gegen die Widrigkeiten des Daseins nicht behaupten.

## Zoon politikon bei Aristoteles
Aristoteles kommt an verschiedenen Stellen seines Werkes auf den Menschen als Zoon politikon zu sprechen, mit teils widersprüchlichen Aussagen, was die Interpretation erschwert. Die Konzeption des Zoon politikon basiert dabei offenbar auf der aristotelischen Vorstellung der Teleologie: Das jedem Dinge innewohnende Telos beschreibt seinen von der ersten Ursache her bedingten Daseinszweck und den Weg zur Vervollkommnung desselben. Bezogen auf das Zoon politikon ist das Telos die Erreichung des „guten Lebens“, das nur in der Polis verwirklicht werden kann. Dieses Ziel wohnt jedem Menschen von Natur aus inne, so ist er zur Staatenbildung determiniert: Wer nicht danach strebt, Teil einer Polis zu sein, ist für Aristoteles „entweder mehr oder weniger als ein Mensch“. Sich als Individuum diesen Sinnes entwickeln zu können (ohne Teil einer Gemeinschaft zu sein) ist nach Aristoteles unvereinbar mit seiner Definition des Zoon politikon.
„Wie im Samen der ganze Baum veranlagt ist, so ist im Menschen der Staat veranlagt.“ Der Staat liegt demnach als (metaphisches) Potential bereits dem Naturzustand zugrunde und wird dadurch ausgebildet, dass sich der Mensch gemäß seines immanenten Telos zum Zoon politikon entwickelt und verwirklicht.
Der Wille zur Staatenbildung ist bei Aristoteles begründet durch den Willen zum Leben, da sich der Mensch gegenüber den Widrigkeiten des Daseins Glück im Leben und die dafür notwendigen Freunde erhofft. Die Voraussetzung zur Bildung eines Staates ist der Besitz von Logos, anhand dessen der Mensch als zum rationalen Denken befähigtes Lebewesen (zōon logon echon) Gutes/Gerechtes und Schlechtes/Ungerechtes erkennen (differenzieren) kann. Dieses Erkenntnisvermögen umfasst die Fähigkeit der artikulierte Sprache, durch sich die der Mensch (neben seinem aufrechten Gang, seiner langen Lebensdauer und der Asymmetrie der beiden Körperhälften) von den (anderen) Tieren unterscheidet.
Die Formel des Menschen als von Natur aus politisch befähigtes Lebewesen bedeutet für Christof Rapp, „dass der Mensch durch seine Kooperationsbedürftigkeit, durch das Streben nach Autarkie und durch die sprachliche Kommunikationsfähigkeit seine natürlichen Anlagen am besten im Rahmen einer gesetzlich geregelten Gemeinschaft, dem Staat, verwirklichen kann.“
Eine gewisse Relativierung oder Unterscheidung des Ursprünglichen vom Späteren in Bezug auf die Definition des Menschen als zoon politikon leistet Aristoteles selbst, indem er ausführt: „Die Liebe zwischen Mann und Frau besteht gemäß der Natur. Denn der Mensch ist von Natur aus ein mehr auf die Paarbeziehung* als auf das Zusammenleben in der Polis angelegtes Wesen. (* zoon syndyastikón, wörtlich: „ein für eine Gemeinschaft zu Zweien bestimmtes Lebewesen“.) Insofern ist das (familiäre) Hauswesen aus der Sicht des Autors älter und notwendiger als die Polis.“

## Moderne Anthropologie
Moderne Verhaltensforscher und Anthropologen haben sich mit dem gleichen Komplex beschäftigt. Die nächsten genetischen Verwandten des Menschen leben zwar in hochsozialen Gemeinschaften, aufgrund ihres minder entwickelten Bewusstseins und fehlenden Sprachvermögens blieben sie aber außerstande, mit fremden Gruppen politische Vereinbarungen zu treffen. Lokale Daseinskrisen (Überbevölkerung; fehlende Möglichkeiten der Emigration) führen zum Ausbruch eines kriegsähnlichen Verhaltens. In der Betrachtung dieses Extrems des instinktiven Territorialverhaltens weist der Primatenforscher Frans de Waal darauf hin, dass die Bildung militärischer oder zum Zwecke des Handels kooperierender Superstrukturen erst eine artspezifische Besonderheit des Homo sapiens sei.